# Maximilian Hiegelsberger

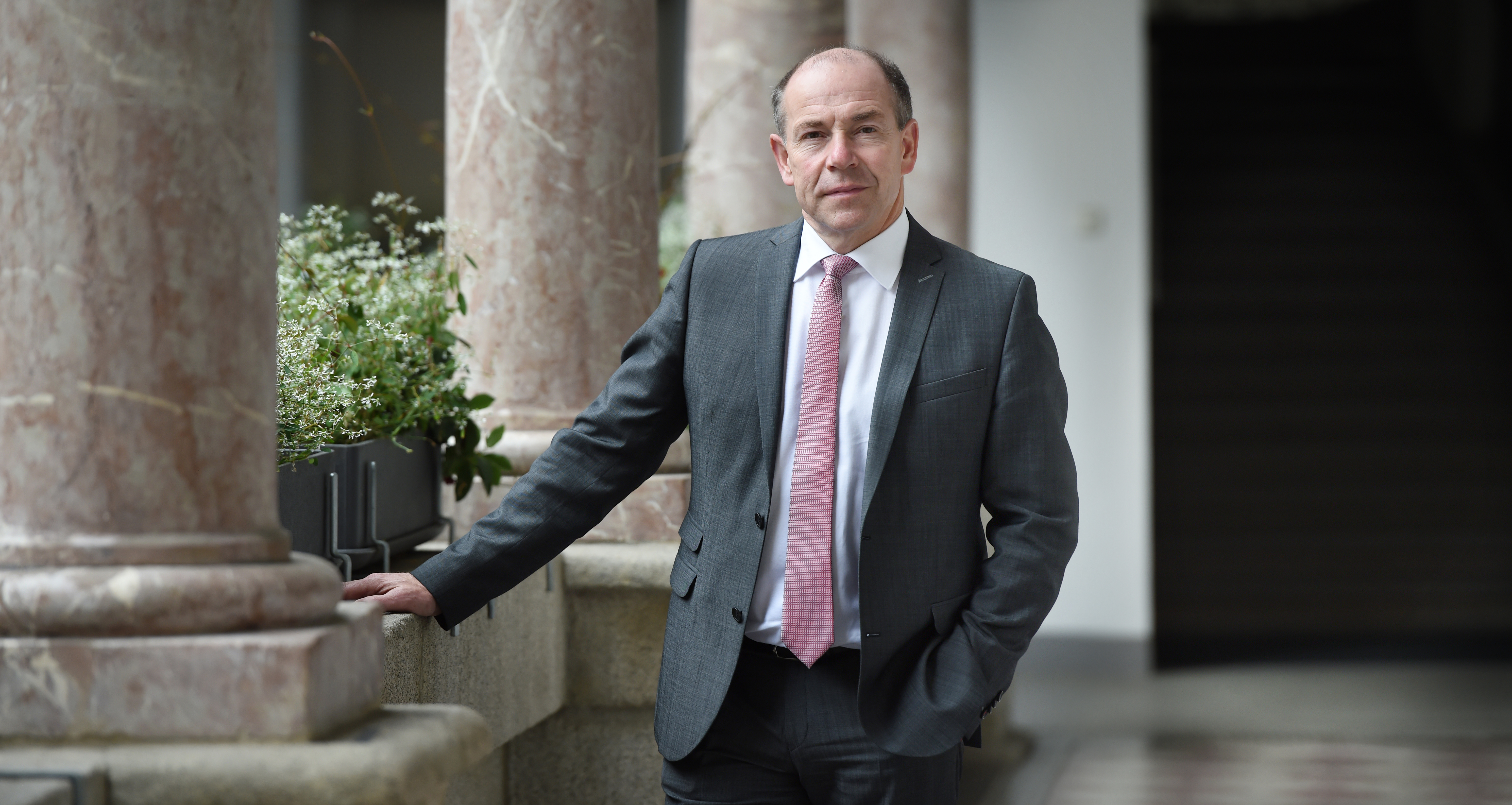
Max Hiegelsberger (2017)

Maximilian „Max“ Hiegelsberger (* 13. September 1965 in Grieskirchen) ist ein österreichischer Politiker (ÖVP) und Landwirt in Oberösterreich. Von Oktober 2010 bis Oktober 2021 war er Landesrat in den Landesregierungen Pühringer IV, Pühringer V und Stelzer I. Seit Oktober 2021 ist er Erster Landtagspräsident im Oberösterreichischen Landtag.

## Leben
Hiegelsberger besuchte von 1972 bis 1980 die Volks- und Hauptschule und absolvierte anschließend bis 1983 die landwirtschaftliche Fachschule. Seit 1984 ist Hiegelsberger landwirtschaftlicher Facharbeiter, seit 1986 forstwirtschaftlicher Facharbeiter. 1988 legte er die Prüfung zum landwirtschaftlichen Meister ab. Seit 2001 ist Hiegelsberger geprüfter Bioenergieberater.
Hiegelsberger ist beruflich seit der Übernahme des elterlichen Betriebes 1989 als Landwirt tätig und Vorstand der Öko-Energie Meggenhofen.

### Politik
Hiegelsberger begann seine politische Karriere als Obmann der Jungen Volkspartei. Er übte das Amt zwischen 1983 und 1990 aus. Danach war er von 1991 bis 2002 Gemeinderat von Meggenhofen und wurde 2002 zum Bürgermeister gewählt, ein Amt, das auch sein Vater Georg Hiegelsberger von 1961 bis 1988 ausübte. Nachdem Hiegelsberger zum Landesrat ernannt worden war, legte er das Amt des Bürgermeisters zurück. Zu seinem Nachfolger wurde überraschend der Kandidat der kleinsten Gemeinderatsfraktion Wilfried Suchy  (SPÖ) gewählt, obwohl die ÖVP damals im Gemeinderat mit 12 von 18 Sitzen vertreten war. Hiegelsberger war seit dem 23. Oktober 2009 bis zu seiner Wahl zum Landesrat Abgeordneter zum Oberösterreichischen Landtag.
Seit 7. Oktober 2010 ist er als Nachfolger von Josef Stockinger als Landesrat für Landwirtschaft, Ernährung und Gemeinden Mitglied der Oberösterreichischen Landesregierung. In seinem Zuständigkeitsbereich liegen die Land- und Forstwirtschaft (inkl. Bodenreform, Agrarbehörde und landwirtschaftliches Schulwesen), die Jagd und Fischerei, die Gemeinden sowie das Veterinärwesen und die Lebensmittelaufsicht.
Eine kontroverse Diskussion löste sein Vorschlag zur Einführung eines Kultusbeitrages, einer einkommensabhängigen Abgabe für Personen die keinen Kirchenbeitrag leisten, aus. Großteils waren die Reaktionen hierzu ablehnend.
Hiegelsberger legte als Agrar-Landesrat den Grundstein für den Studiengang Agrartechnologie und -management an der FH OÖ und ermöglichte Mobile Schlachtanlagen in OÖ. Als Gemeindelandesrat initiierte er die Gemeindefinanzierung Neu.
Seit 24. Oktober 2011 ist Hiegelsberger Landesobmann des OÖ. Bauernbundes.
Nach der Landtagswahl 2021 wurde er in der konstituierenden Sitzung der XXIX. Gesetzgebungsperiode zum Ersten Präsidenten des Oberösterreichischen Landtags gewählt. Er folgte in dieser Funktion Wolfgang Stanek nach. Sein Neffe Florian Hiegelsberger wurde Landesgeschäftsführer der ÖVP Oberösterreich.

### Privates
Hiegelsberger ist seit 1989 verheiratet und Vater dreier Söhne (* 1990, 1994, 1999). Er lebt in Meggenhofen. Sein Neffe Florian Hiegelsberger ist seit 2021 Landesgeschäftsführer der OÖVP.